# 아시모프스 사이언스 픽션
아시모프스 사이언스 픽션(영어: Asimov's Science Fiction)은 미국에서 발행되는 SF 소설 전문 잡지이다. SF 작가 아이작 아시모프의 이름을 따왔다. 1977년 아이작 아이모프스 사이언스 픽션 매거진 (Isaac Asimov's Science Fiction Magazine, IASFM)이라는 이름으로 창간되었다. 1992년에 출판사 변경에 따라 현재의 잡지 이름이 되었다.